# Axel Kuhn (Historiker)
Axel Kuhn (* 1943 in Gelsenkirchen) ist ein deutscher Historiker und Schriftsteller. Er lebt mit seiner Frau in Warmbronn, einem Stadtteil von Leonberg.

## Leben
Axel Kuhn wuchs in Bremen auf. Er studierte Geschichte und Germanistik in Münster, Hamburg und Kiel. Anschließend wechselte er an die Universität Stuttgart, wo er 1969 mit einer Arbeit über „Hitlers außenpolitisches Programm“ promoviert wurde, sich habilitierte und anschließend bis 2008 als Professor für neuere Geschichte lehrte. Er engagierte sich als Kommunalpolitiker in Leonberg und war lange Zeit für die Grün-Alternative Bürgerliste (GABL) Mitglied des Gemeinde- und Ortschaftsrates.
In seinen wissenschaftlichen Veröffentlichungen beschäftigt er sich vor allem mit den deutschen demokratischen Traditionen seit dem Ende des 18. Jahrhunderts. 1993 erhielt er für seinen Bericht Revolutionsbegeisterung an der Hohen Carlsschule den Schubart-Literaturpreis der Stadt Aalen. Darüber hinaus verfasst er Kriminalromane.

## Veröffentlichungen (Auswahl)

### Wissenschaftliche Werke
- Hitlers außenpolitisches Programm. Klett, Stuttgart 1970.
- Das faschistische Herrschaftssystem und die moderne Gesellschaft. Hoffmann und Campe, Hamburg 1973.
- Jakobiner im Rheinland. Klett, Stuttgart 1976.
- als Herausgeber: Hitler: Sämtliche Aufzeichnungen 1905–1924. Deutsche Verlags-Anstalt, Stuttgart 1980.
- Die Französische Revolution. Reclam, Stuttgart 1999 (6. Aufl. 2013, ISBN 978-3-15-018912-2).
- Die deutsche Arbeiterbewegung. Reclam, Stuttgart 2004, ISBN 3-15-017042-7.
- mit Jörg Schweigard: Freiheit oder Tod! Die deutsche Studentenbewegung zur Zeit der Französischen Revolution. Böhlau, Köln 2005, ISBN 3-412-14705-2.
- Christian Wagner. Ein erfolgreiches Dichterleben (= Warmbronner Schriften, Bd. 31). Christian-Wagner-Gesellschaft e. V., Leonberg 2021, ISBN 978-3-9819137-2-9.

### Kriminalromane
- Emerichs Nachlass. SWB-Verlag, Stuttgart 2007, ISBN 978-3-938719-75-6.
- Francks Debüt. SWB-Verlag, Stuttgart 2008.
- Teslas Erben. SWB-Verlag, Stuttgart 2009.
- Noras Männer. SWB-Verlag, Stuttgart 2011.
- Stuttgarter Kabarett. SWB-Verlag, Stuttgart 2012, ISBN 978-3-942661-97-3.